# 대한민국 축구 국가대표팀 경기 결과
이 문서는 대한민국 축구 국가대표팀의 국제 축구 연맹(FIFA) 공인 A매치와 비공인 경기(B매치) 등 모든 경기 결과 기록에 관한 문서이다.

## 같이 보기
- 한일전 (축구)
- 대한축구협회
- 대한민국 축구 국가대표팀
- 코리아컵 국제축구대회

## 참고 자료
- 대한축구협회 웹사이트 남자국가대표 경기일정/결과